# Santa Margarida de Montbui
Santa Margarida de Montbui, sovint anomenat únicament Montbui, és un municipi de Catalunya. És situat a la conca d'Òdena i oficialment inclòs a la comarca de l'Anoia. Té la capitalitat en el nucli de Sant Maure, que forma una conurbació urbana amb Igualada, si bé la capital històrica ha estat Montbui.

## Demografia
| Entitat de població                    | Habitants (2024) |
| Santa Margarida de Montbui-nucli antic | 10.395           |
| la Mallola                             | 73               |
| el Saió                                | 25               |
| el Coll del Guix                       | 25               |
| la Censada                             | 1                |
| la Tossa                               | 0                |
| Font: Idescat                          |                  |

| 1497 f | 1515 f | 1553 f | 1717 | 1787 | 1857 | 1877 | 1887 | 1900 | 1910 |
| ------ | ------ | ------ | ---- | ---- | ---- | ---- | ---- | ---- | ---- |
| 20     | 24     | 34     | 230  | 315  | 646  | 604  | 702  | 531  | 600  |

| 1920 | 1930 | 1940 | 1950 | 1960  | 1970  | 1981  | 1990  | 1992  | 1994  |
| ---- | ---- | ---- | ---- | ----- | ----- | ----- | ----- | ----- | ----- |
| 941  | 961  | 878  | 790  | 2.012 | 5.229 | 8.174 | 9.392 | 9.369 | 9.369 |

| 1996  | 1998  | 2000  | 2002  | 2004  | 2006  | 2008  | 2010  | 2012  | 2014  |
| ----- | ----- | ----- | ----- | ----- | ----- | ----- | ----- | ----- | ----- |
| 9.113 | 9.216 | 9.123 | 9.076 | 9.298 | 9.715 | 9.778 | 9.811 | 9.689 | 9.641 |

| 2016  | 2018  | 2020   | 2022   | 2024   | 2026 | 2028 | 2030 | 2032 | 2034 |
| ----- | ----- | ------ | ------ | ------ | ---- | ---- | ---- | ---- | ---- |
| 9.611 | 9.874 | 10.225 | 10.294 | 10.549 | -    | -    | -    | -    | -    |

### Nuclis poblacionals
El municipi de Santa Margarida de Montbui es compon dels nuclis poblacionals següents:
- Nucli Urbà o Sant Maure
- Nucli Antic
- El Saió i el Coll del Guix
- La Mallola

Principalment, la població es concentra al Nucli Urbà, amb aproximadament 8.500 habitants, seguidament trobem el Nucli Antic, amb prop del miler d'habitants, repartint-se la resta entre els nuclis del Saió, el Coll del Guix i la Mallola.

## Geografia
- Llista de topònims de Santa Margarida de Montbui (Orografia: muntanyes, serres, collades, indrets..; hidrografia: rius, fonts...; edificis: cases, masies, esglésies, etc).

El municipi de Santa Margarida de Montbui té una superfície de 27,60 km², i s'estén pel centre de la conca d'Òdena, per l'extrem dret del riu Anoia. La muntanya més alta, la Tossa de Montbui. El cim d'aquesta és un excel·lent mirador des d'on es pot contemplar tota la conca d'Òdena. Al capdamunt s'hi troba l'església romànica de Santa Maria i el Castell de Montbui. El relleu del municipi és suau en general, encara que té zones més elevades al vessant sud occidental del municipi. Aquest municipi rep moltes influències de la capital de comarca, Igualada, amb la qual delimita pel nord.

## Festes
- Festa Major de Santa Margarida de Montbui. Se celebra el 20 de juliol.
- Festa Major d'Hivern. Sant Maure. Se celebra el 15 de gener.
- Carnaval. Se celebra 40 dies abans de Pasqua.
- Correllengua. Se celebra en el mes de setembre.
- Diada Nacional de Catalunya. 11 de setembre.
- Setmana de l'avi. Se celebra la primera setmana d'octubre. Dedicada sobretot a la tercera edat.
- Setmana de la joventut. Se celebra el primer cap de setmana de juliol.
- Festa de l'esport. Se celebra l'últim dissabte de setembre.
- Festa del Roser a La Tossa. Se celebra el tercer diumenge de maig.
- Festa Major de Vista Alegre. Se celebra el tercer cap de setmana de juny.
- Festa Major de Sant Joan del Pi. Se celebra el 24 de juny.

## La Tossa de Montbui

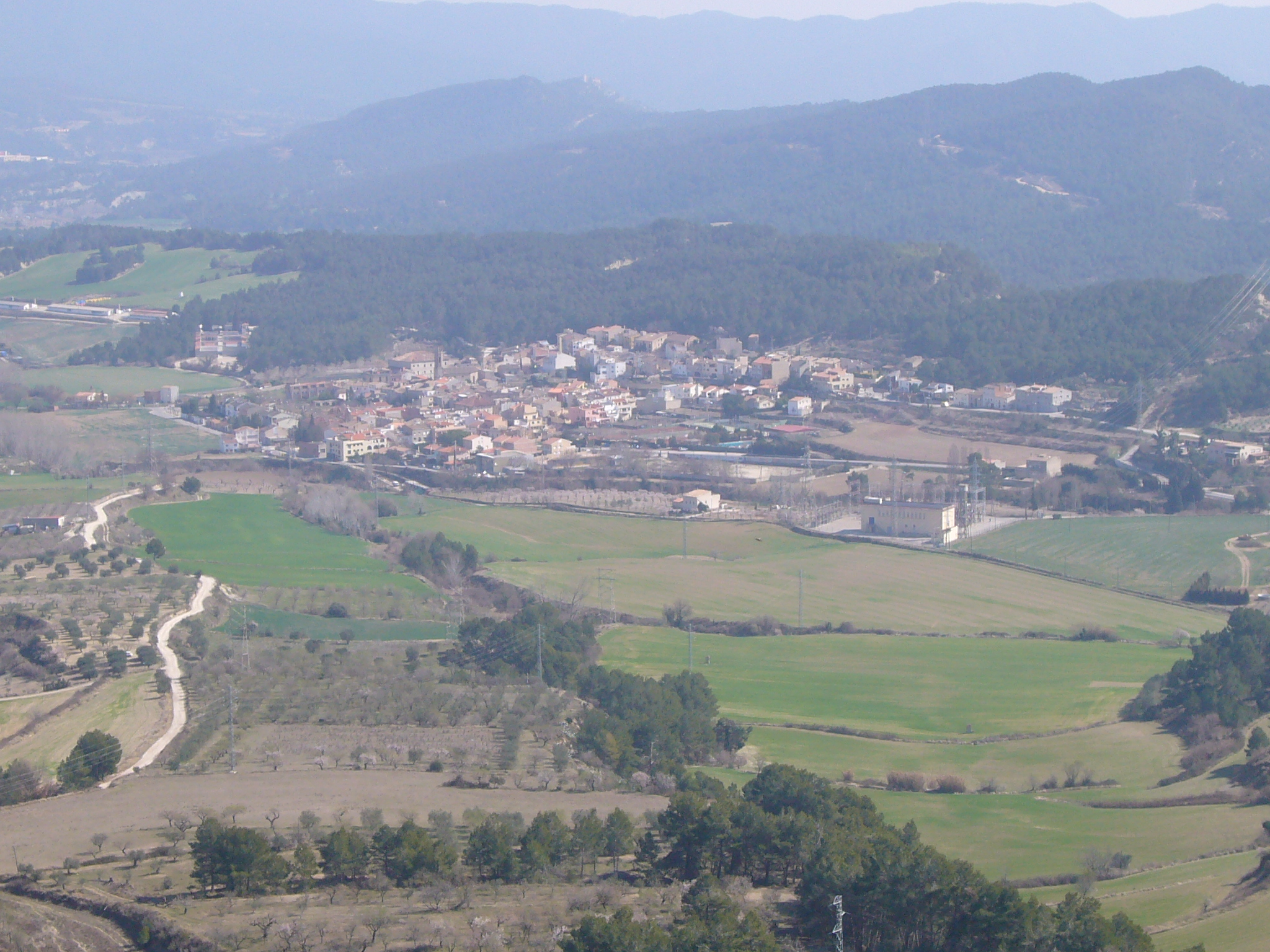
Nucli antic de Santa Margarida de Montbui, vist des del cim de la Tossa

La Tossa de Montbui és el punt més elevat del municipi amb 627 metres sobre el nivell del mar; domina la conca d'Òdena essent un mirador privilegiat sobre aquesta. Destaquen al seu cim la torre del castell de la Tossa i l'església romànica de Santa Maria de Gràcia o de la Tossa. La primera notícia que tenim sobre el castell i l'església es remunta a l'any 960 quan el bisbe Fruià (Fruia) n'inicia la construcció. Aquesta serà finalitzada el 1023 pel levita Guillem d'Oló (o Mediona) i consagrada pel bisbe Oliba de Vic.
Fou parròquia fins al 1614. Amb posterioritat (segle xviii) s'hi afegí una capella lateral.
Aquesta és de planta basilical de tres naus, amb tres absis amb arcuacions llombardes i amb coberta de volta de canó.
Del castell només se'n conserva la torre de l'homenatge. Modificada en el seu interior, alberga un petit museu etnològic i una sala d'actes i exposicions. L'entrada original es troba aixecada aproximadament uns tres metres sobre el nivell del terra, cosa que feia necessària una estructura de fusta per accedir a la torre.
En diferents espais del cim podem trobar també altres estructures del castell, com un petit tram de muralla (immediatament per sota de la torre), un pou i una cisterna d'aigua.

## Política

### Composició de la corporació municipal
| Eleccions municipals de 28 de maig - Santa Margarida de Montbui                                                                         |                                                               |                                     |                                     |       |          |             |
| Candidatura | Candidatura                                                   | Candidatura                         | Cap de llista                       | Vots  | Vots     | Regidors/es |
| | Ara Montbui!                                                  |                                     | Jesús Miguel Juárez Tamayo          | 2577  | 60,15%   | 11 (+5)     |
| | Partit dels Socialistes de Catalunya - Candidatura de Progrés |                                     | Silvia Latorre Márquez              | 1059  | 24,71%   | 4 (-2)      |
| | Vox                                                           |                                     | Félix Torres Martínez               | 281   | 6,55%    | 1 ()        |
| | Som Montbui - ERC - Acord Municipal                           |                                     | Carolina Telechea Lozano            | 229   | 5,34%    | 1 ()        |
| | PP                                                            |                                     | Antonio Fernández Porras            | 112   | 2,61%    | 0 ()        |
| Total vots vàlids i regidors | Total vots vàlids i regidors                                  | Total vots vàlids i regidors        | Total vots vàlids i regidors        | 4284  | 100 %    | 17          |
| | Vots nuls                                                     | Vots nuls                           | Vots nuls                           | 26    | 0,6%     |             |
| Participació (vots vàlids més nuls) | Participació (vots vàlids més nuls)                           | Participació (vots vàlids més nuls) | Participació (vots vàlids més nuls) | 4310  | 59,02%** |             |
| Abstenció | Abstenció                                                     | Abstenció                           | Abstenció                           | 2992* | 40,97%** |             |
| Total cens electoral | Total cens electoral                                          | Total cens electoral                | Total cens electoral                | 7302* | 100 %**  |             |
| Alcalde: Jesús Miguel Juárez i Tamayo Per majoria absoluta dels vots dels regidors (11 d'ARA Montbui)                                   |                                                               |                                     |                                     |       |          |             |
| Fonts: NacióDigital Ajuntament de Santa Margarida de Montbui (* No són vots sinó electors. ** Percentatge respecte del cens electoral.) |                                                               |                                     |                                     |       |          |             |

### Alcaldes en període democràtic
| Període                                         | Alcalde o alcaldessa         | Partit polític | Data de possessió | Observacions |
| ----------------------------------------------- | ---------------------------- | -------------- | ----------------- | ------------ |
| 1979–1983                                       | Ramón Gómez i Pérez          |                | 19/04/1979        | --           |
| 1983–1987                                       | Ramón Gómez i Pérez          |                | 28/05/1983        | --           |
| 1987–1991                                       | Florentino Pérez i Gil       |                | 30/06/1987        | --           |
| 1991–1995                                       | Florentino Pérez i Gil       |                | 15/06/1991        | --           |
| 1995–1999                                       | Teo Romero i Hernández       |                | 17/06/1995        | --           |
| 1999–2003                                       | Teo Romero i Hernández       |                | 03/07/1999        | --           |
| 2003–2007                                       | Teo Romero i Hernández       |                | 14/06/2003        | --           |
| 2007–2011                                       | Teo Romero i Hernández       |                | 16/06/2007        | --           |
| 2011–2015                                       | Teo Romero i Hernández       |                | 11/06/2011        | --           |
| 2015–2019                                       | Teo Romero i Hernández       |                | 13/06/2015        | --           |
| 2019-2023                                       | Jesús Miguel Juárez i Tamayo |                | 15/06/2019        | --           |
| Des de 2023                                     | Jesús Miguel Juárez i Tamayo |                | 17/06/2023        | --           |
| Fonts: Ajuntament de Santa Margarida de Montbui |                              |                |                   |              |

## Llocs d'interès
- Col·lecció d'Eines del Camp Pau Llacuna.[6]